# 윤기복
윤기복(尹基福, 1926년 8월 26일 ~2003년)은 조선민주주의인민공화국의 정치인이다. 최고인민회의 통일정책심의위원장을 역임했다.